# 斯特凡诺·多纳格兰迪
斯特凡诺·多纳格兰迪（義大利語：Stefano Donagrandi，1976年9月1日—），意大利男子速度滑冰运动员。他曾代表意大利获得2006年冬季奥运会速度滑冰比赛男子团体追逐赛金牌。他也参加了2002年冬季奥运会。